# Johannes Möhn
Johannes Möhn (24 février 1850 à Laubenheim - 5 octobre 1894 au même endroit) est un agriculteur et un homme politique du Grand-duché de Hesse, membre du NLP et député de la seconde législature de la Diète du Grand-duché de Hesse (de).

## Biographie
Johannes est le fils de Johannes Möhn, agriculteur et maire, et de son épouse Katharina, née Reitz. 
Möhn, de confession catholique, était lui aussi agriculteur à Laubenheim et a épousé Maria Josepha née Waringer.
De 1881 à 1893 il siège à la seconde législature de la diète, ayant été élu de la huitième circonscription de Hesse rhénane (Ober-Olm). 
Il a été maire de Laubenheim.

## Source de la traduction
- (de) Cet article est partiellement ou en totalité issu de l’article de Wikipédia en allemand intitulé « Johannes Möhn » (voir la liste des auteurs).